# 梅澤高明
梅澤 高明（うめざわ たかあき、1962年 - ）は、日本と米国で活動する経営コンサルタント・起業家。A.T.カーニー日本法人会長、CIC Japan（ケンブリッジ・イノベーション・センター ジャパン）会長、フォースタートアップス株式会社 社外取締役、一般社団法人 ナイトタイムエコノミー推進協議会 (JNEA) 理事。
一橋大学ICS（大学院国際企業戦略研究科）特任教授。

## 略歴
東京都出身。筑波大学附属駒場中学校・高等学校を経て、東京大学入学。在学中にゴシック・ロックバンド「G-Schmitt」を結成。ベーシスト・コンポーザーとして、通算9枚のLP・EP・CD制作に参加。
1986年に東京大学法学部卒業、日産自動車へ入社。
1995年、マサチューセッツ工科大学 (MIT) スローン経営大学院の修士課程を修了し、A.T.カーニーのニューヨーク・オフィスに入社。
1999年にA.T.カーニーの東京オフィスに異動。その後、パートナー、日本代表（2007～2013年）、本社取締役（2012～2014年）、消費財・小売プラクティス グローバルリーダー（2014年）を歴任。2014年より日本法人会長。日本の大企業を中心に、戦略・マーケティング・イノベーション・組織関連のコンサルティングを実施。
2014年4月より2020年3月まで、テレビ東京「ワールドビジネスサテライト」レギュラーコメンテーター。
2019年4月にCIC Japan会長に就任。CICは米国マサチューセッツ州ケンブリッジを本拠とし、世界8都市で大規模なスタートアップ集積拠点を運営する企業。2020年10月、国内最大級の都心型イノベーションセンターCIC Tokyoが、虎ノ門ヒルズビジネスタワー15F・16F（計6,000㎡）にオープン。
2021年11月、Scrum Ventures（サンフランシスコを本拠とするベンチャーキャピタル）のアドバイザーに就任。
2022年6月、フォースタートアップス株式会社の社外取締役に就任。同社はスタートアップの経営幹部人材紹介のリーダー企業であり、起業支援、オープンイノベーション支援、ベンチャー投資など幅広く「成長産業支援事業」を行う。フォースタートアップスとCIC Tokyoは、イノベーションイベント「FUSE」などで提携関係にある。
2019年4月に一般社団法人 ナイトタイムエコノミー推進協議会（JNEA）を設立、理事に就任。JNEAは、政府や自治体のナイトタイムエコノミー政策立案をサポートし、様々な地域で民間実装していくためのプラットフォーム。
政府の委員会としては、内閣府「知的財産戦略本部」本部員、同「税制調査会」特別委員、観光庁「地方における高付加価値なインバウンド観光地づくり検討委員会」座長、経済産業省「J-Startup」推薦委員などを務める（現任）。
政府以外の役職として、経済同友会「ベンチャー創造PT」副委員長（2012～14年）、東京オリンピック・パラリンピック競技大会組織委員会「テクノロジー諮問委員会」委員（2016～18年）、一般社団法人 外国人雇用協議会（JAEFN）副会長（2015～19年）、株式会社グロービス社外取締役・グロービス経営大学院大学理事（2017～2020年）、海外需要開拓支援機構（クールジャパン機構）社外取締役（2017～2021年）、日本プロサッカーリーグ（Jリーグ）アドバイザー（2015年～2022年）を歴任。
教育関係では、グロービス経営大学院大学客員教授（2006～2013年、経営戦略講座を担当）、NPO法人ISL（Institute for Strategic Leadership）ファカルティ（2007～2020年）、一橋大学ICS（大学院国際企業戦略研究科）特任教授（2019年～、英語EMBAのリーダーシップ講座担当）を務める。
音楽を趣味とし、クラブやレストランバーで定期的にDJプレイを行う。過去に出演したベニューはSound Museum Vision（渋谷）、Trunk (Hotel)（渋谷）、東間屋（渋谷）、marunouchi HOUSE（丸の内）、PLUSTOKYO（銀座）、麦ノ音（新宿）、セントレジス大阪など。麦ノ音で開催するシリーズイベント「MUGINO OTO SATURDAY」は計17回を数える（2022年7月現在）。
元妻はスプツニ子!。

## 人物・活動

### ケンブリッジ・イノベーション・センター (CIC)
2019年4月にCIC Japan会長に就任。CICは米国マサチューセッツ州ケンブリッジを本拠とし、世界8都市で大規模なスタートアップ集積拠点を運営する企業。2020年10月、国内最大級の都心型イノベーションセンターCIC Tokyoが、虎ノ門ヒルズビジネスタワー15F・16F（計6,000㎡）にオープン。
2022年夏時点で200社以上が入居し、開設後2年弱で計300回以上のイノベーションイベントを開催。岸田文雄総理を始め、小池百合子都知事、平井卓也デジタル大臣（当時）、小泉進次郎環境大臣（同）、小林鷹之内閣府特命担当大臣（同）、平将明衆議院議員、世耕弘成参議院議員ほか、数多くの政府高官・国会議員・首長がCICを訪問している。
2018年3月より虎ノ門で活動するベンチャーカフェ東京は姉妹組織である。CIC Tokyoとベンチャーカフェ東京の合計で関連イベントに累計7万人以上を動員しており、日本最大のイノベーションコミュニティを形成している。
政府委員会、メディアやカンファレンスなどで、スタートアップおよびイノベーションに関する提言を積極的に行う。
- 『イノベーション力の高い組織をつくるためにすべきこととは？』パネルセッション（岩村水樹・田川欣哉・山口有希子・梅澤高明）、G1経営者会議2019
- 『CIC Japan梅澤高明が明かす、ユニコーン企業が生まれない日本の真実「一流のエンジニアこそ起業せよ」』インタビュー、エンジニアtype、2020年3月
- 『日本にイノベーション・エコシステムを作るには CIC Japan代表 梅澤高明氏に聞く』インタビュー、JETRO、2020年10月
- 『東京から世界にイノベーションを起こすには？産学官連携で実現したい未来』小池百合子都知事との対談、HIP、2020年11月
- 『Unlock the Real Japan: Money Matters』インタビュー、Nikkei Asia、2020年12月
- 『渋谷のコピーではない虎ノ門独自のイノベーションハブを作る―CIC Japan会長に聞く』インタビュー、Coral Insights、2021年6月
- 『世界No.1を目指す経営〜グローバルへの挑戦と展望〜』パネルセッション（John Lagerling・鈴木健・梅澤高明）、G1ベンチャー2022

### クールジャパン
経済産業省「クール・ジャパン官民有識者会議」（2010～12年）、同「クリエイティブ産業国際展開懇談会」（2013年）、内閣官房「クールジャパン戦略推進会議」（2015年）、内閣府「クールジャパン拠点構築検討会」（2016～17年）、同「クールジャパン人材育成検討会」（2017～18年）、同「Create Japanワーキンググループ」（2019年～）などの委員を歴任。
2012年11月の「クール・ジャパン官民有識者会議」で、他の民間委員とともに「COOL JAPAN 『海外展開を推進する機構』の設立構想」を提案。翌年、官民ファンド「海外需要開拓支援機構」（クールジャパン機構）が発足する。2017年6月から2021年6月まで同機構の社外取締役を務める。
メディアやカンファレンスなどでも、クールジャパン戦略の紹介を積極的に行う。
- 『グローバル超競争時代の成長戦略 (4)構造改革と"日本文化産業戦略"』NIKKEI NET BIZ+PLUS 2009/4/17
- 『日本がクール・ジャパンであり続けるためには』セッション4（アレックス・カー、梅澤高明、ダニー・チュー、鴻上尚史）、COOL JAPAN CONFERENCE 2010/11/2
- 『Cool Japan 〜改めて世界に発信すべき日本のクリエイティビィティ〜』パネルセッション（加治慶光、楠本修二郎、吉川稔）、あすか会議2011
- 『2012年の日本のキーワード：クール・ジャパン戦略』J2Top 2012年1月号
- 『「クールジャパン」戦略 バンダイ社長とコンサル会社代表が議論』上野和典との対談、日本経済新聞 2012/1/22
- 『COOLJAPAN戦略』平将明（衆議院議員）との対談、「CafeSta」カフェスタトーク 2013/3/25
- 『多様性が生む日本文化のイノベーション』クールジャパン機構コラム 2015/4/8
- 『梅澤高明に聞くクールジャパンのすべて』タイムアウト東京「世界目線で考える。クールジャパン編」最終回 2015/10/20
- 『クールジャパン戦略における食産業の役割』「日本から世界へ！ 農商工連携を活用した海外販路開拓！」シンポジウム 2017/2/13
- 『キュレーションの力で「日本文化」の価値再創造を！』パネルセッション（長谷川祐子、林千晶、伏谷博之）、G1サミット2017
- 『【直言】「すべてがオンラインに変わる」は幻想だ』インタビュー、NewsPicks、2020/9/25
- 『コロナ・5G時代、コンテンツ・エンタメ産業はどう進化していくのか？』パネルセッション（鎌田和樹・里見治紀・中川悠介・梅澤高明）、G1サミット2021
- 『Masterclasses for a Better Food Future - Episode 2』、World Food Forum、2021年7月
- 『日本の現代文化発信～世界への訴求力と産業としての成長～』パネルセッション（樹林伸・堀義貴・山田早輝子・渡部辰城・梅澤高明）、G1サミット2022

### 福島復興プロジェクト
東日本大震災を受けて、2011年3月に外部有識者との共同チームを発足し、被災地の復興構想策定に着手。同年4月に朝日新聞とテレビ東京「ニュースモーニングサテライト」で、コンパクトシティと産業集積・雇用創造を軸とした復興の方向性を提示。
同年夏にかけて、福島県南に先端的農業、福祉・介護、観光などの産業集積と、千人を上回る新規雇用の創造を目指す構想を策定。同年8月に、推進母体である西郷村・下郷町と共同で構想を正式発表。
両自治体は復興特区の枠組みによる構想実現を目指し、東芝、パナソニック、丸紅、スプレッド、ニチイ学館など約20社が構想への参加を計画していた。しかし同年11月、西郷村議会において関連予算案が否決され、構想は事実上頓挫した。
- 『耕論 3・11再起 東北に未来都市をつくろう』朝日新聞 2011/4/2
- 『被災地復興へ 新たな地域構想を』ニュースモーニングサテライト 2011/4/11
- 『福島県西郷村・下郷町、A.T. カーニー共同で復興と成長産業育成に向けた「産業集積・雇用創造」拠点を』 A.T.カーニー プレスリリース 2011/8/4

### NEXTOKYOプロジェクト／都市開発
2014年3月、東京の未来ビジョン策定のために「NEXTOKYOプロジェクト」を立ち上げる。
2018年9月現在のプロジェクトメンバーは、梅澤高明（A.T.カーニー）、楠本修二郎（カフェ・カンパニー）、小笠原治（ABBALab）、齋藤精一（ライゾマティクス）、齋藤貴弘（弁護士）、田川欣哉 (Takram)、為末大（元陸上競技選手）、林千晶（ロフトワーク）、伏谷博之（タイムアウト東京）、藤村龍至（建築家／東京藝術大学、森俊子（建築家／ハーバード大学大学院）。
近著『NEXTOKYO』によると、NEXTOKYO構想は3つのテーマを掲げる。①「クリエイティブシティ」（個々の街の特徴を先鋭化した文化創造都市）、②「テックシティ」（先端産業が集積し先端技術が実装される都市）、③「フィットネスシティ」（健康的なライフスタイルを実現する都市）。
2014年9月、国家戦略特区における規制改革案を政府に提案。提案項目の内、ダンス規制の撤廃が2015年6月の風営法改正で実現し、クールジャパン人材の海外からの受入れ拡大は、国家戦略特別区域法の2017年6月の改正に織り込まれた。
2015年6月、「東京のグランドデザイン検討委員会」（舛添都知事主催）で、椎名林檎・山崎亮・工藤和美・猪子寿之・山海嘉之などの有識者とともに講演。
- 『東京のグランドデザイン検討委員会（第1回）』東京都政策企画局 2015/6/30

2017年11月、日経BPより『NEXTOKYO 「ポスト2020」の東京が世界で最も輝く都市に変わるために』を発刊（楠本修二郎と共著）。NEXTOKYOのコンセプトと街の進化のアイデアや各メンバーとの対談を収録。
2017年から3年間、阿部仁史（UCLA）、隈研吾（東京大学）、出口敦（東京大学）が毎年夏に開催する建築教育の国際プログラム『x-LABサマー・プログラム』に参加。講演や審査員を務める。
2020年11月より、国土交通省「デジタル化の急速な進展やニューノーマルに対応した都市政策のあり方検討会」委員を務める。同委員会は中間報告書を翌年4月に発表。
- 『ニューノーマルに対応した新たな都市政策はいかにあるべきか ―都市アセットの最大限の利活用による人間中心・市民目線、機動的なまちづくりへ―』国土交通省 2021/4/6

メディアやカンファレンスで、都市開発関連の発信を積極的に行う。
- 『2020年に向け東京を世界一魅力的な都市に――「NeXTOKYO」』講演録、早稲田大学IT戦略研究所「エグゼクティブ・リーダーズ・フォーラム」 2015年1月
- 『2020年 NeXTOKYO～東京のグランドデザインを考える～』パネルセッション（楠本修二郎・森俊子・森浩生・梅澤高明）、G1サミット2015
- 『日本の強みをいかにして世界にアピールするか』柴山昌彦・梅澤高明ほか、100の行動シンポジウム2015
- 『2020＆Beyond～100年後のTOKYOをつくるイノベーション～』パネルセッション（猪子寿之・齋藤貴弘・森俊子・梅澤高明）、G1サミット2016
- 『あと1000日でできること A.T. カーニー日本法人会長 梅澤高明インタビュー』タイムアウト東京 2017/11/15
- 『TOKYOが「世界一のクリエイティブシティ」になるために今すべきこと』パネルセッション（楠本修二郎・齋藤精一・平将明・林千晶・梅澤高明）、G1サミット2018
- 『クリエイティブゾーン形成の要件』基調講演、クリエイティブシティコンソーシアム第4回円卓会議
- 『Creative Cities 2.0: Not Just Livable, But Fun』パネルセッション（林千晶・Jeremy Pelley・森俊子・梅澤高明）、G1 Global 2018
- 『小池百合子都知事にコンサルトップが送った「東京の生存戦略」の中身』インタビュー、週刊ダイヤモンド、2020年6月
- 『Disruptive Evolution in Urban Planning & Development - The New Role of Cities』パネルセッション（John Maeda・森浩夫・森俊子・齋藤精一・梅澤高明）、G1 Global 2020
- 『クリエイティブシティの創造』新都市、2020年No.12
- 『コロナ禍の今「世界の台所」としての食文化都市TOKYOの未来を語る』イベント（小池百合子・梅澤高明・楠本修二郎・山下春幸・入江 のぶこ・白戸太朗）、東京都議会議員 入江のぶこ & 白戸太朗 オンライン都政ミーティング 2021年2月
- 『都心まちづくりとオフィス機能のパラダイムシフト』都市計画、2021年349号
- 『コロナで変わる都市開発』パネルセッション（秋田典子・髙田旭人・森浩夫・梅澤高明）、G1経営者会議2021

### デザイン経営
デザインの活用によるイノベーションについて、産業界に積極的に提言・発信している。
委員として参加した内閣府「クールジャパン戦略推進会議」（2015年）は、デザインをクールジャパン戦略深化の重要なドライバーとして位置づけた。梅澤は田川欣哉 (Takram) とともに世界水準の「デザインラボ」設立を提案。後にロイヤル・カレッジ・オブ・アートと東京大学生産技術研究所が共同で設立した「RCA-IIS Tokyo Design Lab」の布石となる。
- 『クールジャパン戦略官民協働イニシアティブ』 内閣府知的財産戦略推進事務局 2015/6/17

2017年には経済産業省・特許庁「産業競争力とデザインを考える研究会」に参加。2018年5月に発表された報告書「デザイン経営宣言」では、田川欣哉 (Takram)、林千晶（ロフトワーク）、田中一雄（GKデザイン機構）とともにドラフト起草チームに参加。
- 『「デザイン経営」宣言』経済産業省・特許庁 2018/5/23
- 『「デザイン経営」の先行事例（別冊）』経済産業省・特許庁 2018/5/23

デザイン経営、テクノロジーとデザインなどのテーマで、メディア・カンファレンスに頻繁に登場。
- 『テクノロジーが生み出す新たなデザインの世界』パネルセッション（スプツニ子!・田川欣哉・森川亮・梅澤高明）、G1ベンチャー2016
- 『テクノベート時代のデザインと経営』パネルセッション（川鍋一朗・田川欣哉・林千晶・梅澤高明）、G1経営者会議2016
- 『テクノロジーとクリエイティビティを最大限に活かす「これからの経営」とは？』パネルセッション（伊藤直樹・田川欣哉・柳澤大輔・梅澤高明）、G1ベンチャー2017
- 『Using Design Thinking to Harness Creativity and Quantum Leaps in Business』パネルセッション（梅澤高明・Tom Kelley・齋藤精一・林千晶・Jesper Koll）、G1 Global 2017
- 『「テクノロジー×デザイン」経営の活かし方』パネルセッション（小泉文明・田川欣哉・吉松徹郎・梅澤高明）、G1ベンチャー2018
- 『【宗像×梅澤】特許庁、デザイン経営への挑戦』特許庁長官・宗像直子との対談、NewsPicks 2018/7/28
- 『「デザイン経営」宣言カンファレンス』パネルセッション（梅澤高明・喜多俊之・永井一史・長谷川豊・林千晶・鷲田祐一）、日本デザイン振興会 2018/7/13
- 『「デザイン経営」によるブランド構築とイノベーション』パネルセッション（臼井重雄・田川欣哉・濱田優貴・梅澤高明）、G1経営者会議2018
- 『「デザイン経営」とは何か？なぜ今、企業に必要なのかを考える』パネルセッション（大木秀晃・田川欣哉・松本恭攝・梅澤高明）、G1ベンチャー2019
- 『イノベーション力の高い組織をつくるためにすべきこととは？』パネルセッション（岩村水樹・田川欣哉・山口有希子・梅澤高明）、G1経営者会議2019

### 観光・ナイトタイムエコノミー
改正風営法施行（2016年6月）を受けて、自由民主党(日本)が2017年春に立ち上げた「時間市場創出推進議連（ナイトタイムエコノミー議連）」のアドバイザリーボードに参画。
その後、観光庁が2018年に設立した「地域活性化に向けた観光コンテンツ拡充推進会議」「夜間の観光資源活性化に関する協議会」に委員として参加。
2019年4月に「一般社団法人 ナイトタイムエコノミー推進協議会」(JNEA) を設立、理事に就任。他の理事は、風営法改正のロビイング以来、協働してきた齋藤貴弘弁護士（代表理事）、およびイベント・PRプロデューサーの永谷亜矢子。JNEAは、2019年度の観光庁「最先端観光コンテンツ インキュベーター事業」において、全国から公募で選ばれた13事業でコーチングを実施。2020年度は観光庁「夜間・早朝の活用による新たな時間市場の創出事業」の31事業でコーチングを行う。
- 『夜間帯を活用した観光コンテンツの造成 ナレッジ集①事業成果報告書・②コーチング報告』2020/4/17
- 『夜間帯を活用した観光コンテンツの造成 ナレッジ集③採択事業に関するインタビュー集』 2020/4/17

2020年4月、JNEAは「Creative Footprint TOKYO」報告書を発表。夜間帯の文化的価値を評価する本調査は、JNEAの齋藤・梅澤が主導し、ルッツ・ライシェリング（ベルリン・クラブコミッション）、ミリク・ミラン（元アムステルダム・ナイトメイヤー）、森記念財団などが協力して実施。ナイトタイムエコノミーの視点から、観光・文化・都市開発を接続する考察を行う。
- 『Creative Footprint TOKYO』報告書、2020/4/22
- 『Creative Footprint TOKYO』紹介動画、2020/4/23

2020年7月、菅義偉官房長官（当時）が主催する「観光戦略実行推進会議」で富裕層観光の推進を提言。同年10月に設置された「上質なインバウンド観光サービス創出に向けた観光戦略検討委員会」で座長に就任。
政府委員会、メディアやカンファレンスなどで、インバウンド観光およびナイトタイムエコノミーの提言を積極的に行う。
- 『楽しい国 日本の実現に向けた私案』官邸「観光戦略実行推進タスクフォース」（第19回）、2018年4月
- 『ナイトエコノミーの奥行き（複眼）』インタビュー、日本経済新聞、2018年5月1日
- 『中西健夫ACPC会長連載対談 Vol. 22 梅澤高明』コンサートプロモーターズ協会ACPC navi（Vol.38）、2018年8月
- 『国際観光都市 TOKYO の課題とナイトタイムエコノミー』講演録、不動産協会月例会議、2018年11月
- 『日本のPOST2020は、カルチャー・観光・都市力の勝負だ』講演録、 LivingTech カンファレンス（第2回）、2018年11月
- 『東京の将来都市ビジョン“NEXTOKYO”と観光都市戦略』講演録、東京都公立大学法人 観光戦略研究会（第5回）、2018年12月
- 『Japan’s Inbound Tourism: Evolving into a Unique and Sustainable Tourism Superpower』パネルセッション（David Mark Atkinson・Shiori Ryu Harada・星野佳路・梅澤高明）、G1 Global 2019
- 『女性の視点から盛り上げる“夜の経済”』パネルセッション（臼杵杏希子・嶋田ミミ・伊藤佳菜・堀恭子・Naz Chris・梅澤高明）、「“ナイトタイムエコノミー”が日本経済をブーストさせる」、2019年10月
- 『Music Resilience in Japan』オンライン・パネルセッション（梅澤高明・Naz Chris・Storm Gloor）、Amplify Music 2020
- 『Talking About With / After CORONA「ライヴエンターテインメントの行方」』パネルセッション第一部（野村達矢・武田信幸・Joe Frankland・齋藤貴弘・梅澤高明）・第三部（宮沢孝幸・藤井聡・清水直樹・加藤梅造・林薫・梅澤高明）、SUPER DOMMUNE、2020年7月
- 『コロナ禍を踏まえた今後のクールジャパンの展望とは？』オンライン・パネルセッション（三又裕生・梅澤高明・渡邉賢一・トム ヴィンセント）、日本インバウンドサミット2020、2020年7月
- 『新しい観光の定義』パネルセッション（河田敦弥・梅澤高明・伏谷博之・堀口ミイナ）、タイムアウト東京「ニューノーマル、新しい観光」、2020年8月

### G-Schmitt
1983年、ゴシック・ロックバンド「G-Schmitt」を結成し、ベーシスト・コンポーザーとして活動。G-SchmittはボーカリストSYOKOをフロントに、内省的・耽美的な詩とサウンドを追求し、80年代ゴシック・ロック／ポジティヴ・パンクの代表的バンドの一つと称される。通算9枚のLP・EP・CD制作（内、7枚はヴェクセルバルグ・レーベル）、およびAUTO-MOD主催のシリーズギグ「時の葬列」に参加。1986年、就職を機にG-Schmitt脱退。
- 『時の葬列－Selections From Excommunicated Monument』（LP）AUTO-MOD・G-Schmitt・Madame Edwarda・Sadie Sads、SMSレコード 1984
- 『Modern Gypsies』(LP) ヴェクセルバルグ 1985
- 『Bloody Valentine』（LP・VHS）Nubile・Sadie Sads・AUTO-MOD・Sodom・G-Schmitt、ヴェクセルバルグ 1985
- 『Sin, Secret & Desire』（LP）ヴェクセルバルグ 1986
- 『Struggle To Survive』(CD) ヴェクセルバルグ 1988

AUTO-MODなど4バンドによるコンピレーション・アルバム「時の葬列」は、30周年記念盤として2014年に再発される。

## 著書
- 『最強のシナリオプランニング』東洋経済新報社、編著、2013年
- 『グローバルエリートの仕事作法』プレジデント社、2015年

### 共著
- 『グループ経営戦略と管理』企業研究会、2008年
- 『3・11後、ニッポンの論点』朝日新聞出版、2011年
- 『1日30分 達人と読むビジネス名著』日本経済新聞社、2012年
- 『勝利と成功の法則』日本経済新聞社、2013年
- 『仕事に必要なことはすべて映画で学べる』日経BP、押井守著書に対談参加、2013年
- 『日本のマネジメントの名著を読む』日本経済新聞社、2016年
- 『「シン・ゴジラ」私はこう読む』日経ビジネス、2016年
- 『税と社会保障でニッポンをどう再生するか』日本実業出版社、2016年
- 『NEXTOKYO 「ポスト2020」の東京が世界で最も輝く都市に変わるために』日経BP、楠本修二郎と共著、2017年
- 『日本版シリコンバレー創出に向けて 深圳から学ぶエコシステム型イノベーション』ナカニシヤ出版、中川有紀子編著、2020年